# Francie orientale
Pour les articles homonymes, voir Francie.
843–962
Entités précédentes :
- Empire carolingien

Entités suivantes :
- Royaume de Germanie
au sein du  Saint-Empire romain germanique)
- Duché de Franconie
- Duché de Bavière
- Duché de Saxe
- Duché de Souabe

La Francie orientale est le royaume oriental de l'Empire carolingien partagé que reçut Louis le Germanique lors du traité de Verdun en 843. Elle comprenait une partie de l'ancienne Austrasie, avec les territoires conquis de la Saxe, l'Alémanie et la Bavière. Ce royaume, bien que nommé « Francie », n'était pas peuplé de Francs mais de diverses tribus slaves et germaniques, tels les Thuringiens, les Saxons, les Suèves, les Bavarii et les Sorbes. Il s'agit du précurseur du Saint-Empire romain germanique.
Le royaume des Francs orientaux ne gardera que sous les Carolingiens le nom de Francie qui sera dès l'origine également utilisé pour désigner deux régions : l'une originellement peuplée de Francs, la Francie du Rhin (Rheinfranken) ou Lotharingie, l'autre colonisée par eux, la Francie du Main, ou Franconie (Mainfranken).
À partir de 919 et la fin des dynasties franques remplacées par celle des Ottoniens, le terme de Royaume teutonique est utilisé afin de marquer la différence avec le royaume de France.

## Histoire

Les royaumes francs après le partage de Verdun.

Lors du traité de Verdun en 843, les fils de Louis le Pieux (mort en 840), Lothaire Ier, Charles II le Chauve et Louis II « le Germanique », mettent fin à la guerre qui les oppose et se partagent le pouvoir. Lothaire obtient le titre d'empereur et la Francie médiane, la partie centrale de l'Empire carolingien, Charles la partie occidentale et Louis la partie orientale. Après la mort de Louis IV l'Enfant, dernier roi carolingien de Francie orientale, en 911, le choix de Conrad Ier de Franconie comme roi fut un pas important vers l'individualisation d'un « royaume de Germanie ». Ce développement s'acheva en 962 lorsque le roi Otton Ier se fit couronner empereur romain germanique.

### Le déclin de l'Empire franc
Le partage de 843 était principalement un partage du pouvoir. Il correspondait aux coutumes franques et n'était pas compris comme la fin de l'Empire des Francs. 
Après 46 ans de règne, Charlemagne était décédé en 814 à Aix-la-Chapelle. Conformément à ses résolutions, son fils Louis le Pieux avait essayé de consolider l'unité de l'Empire. Soutenu par l'Église, il a adopté l'Ordinatio Imperii en 817 pour trouver un équilibre entre la coutume germanique de diviser le territoire entre tous les fils du souverain et l'objectif de la préservation de l'unité impériale : Lothaire, le fils aîné, est désigné comme le principal successeur et empereur associé par son père ; ses deux frères, Pépin et Louis le Germanique n'exerceront, quant à eux, qu'une autorité limitée en tant que rois en Aquitaine (Pépin) et en Bavière (Louis).
Toutefois, les projets de Louis le Pieux furent contrariés dès 829 pour satisfaire les ambitions de Charles le Chauve, le fils de son second mariage avec Judith de Bavière. Il s'ensuivit des luttes qui ne prirent fin qu'avec la conclusion du traité de Verdun. Bien qu'il n'y eût aucune intention de fixer un partage réel, à partir de là, les parties occidentale et orientale de l'Empire se développèrent de façon séparée. Cela fut particulièrement renforcé :
- d'une part, par les luttes internes à la dynastie carolingienne pour acquérir le pouvoir, qui opposèrent les parties occidentale et orientale de l'Empire ;
- d'autre part, les attaques des Normands, des Sarrasins et des Hongrois, qui menèrent à une perte de prestige de la dynastie carolingienne et à la recherche dans chacun des royaumes de nouveaux chefs locaux.

### Les Carolingiens de Francie orientale
Louis le Germanique avait obtenu la partie inférieure et la moins développée de l'Empire, mais pouvait se référer à ses droits de l'investiture des évêques. Il fit des palais royaux à Ratisbonne et à Francfort-sur-le-Main les centres principaux de son pouvoir. Par sa politique de mariages, il chercha à lier sa famille avec l'aristocratie locale. En 846, il organisa une armée pour aller vers la Grande-Moravie et installer le prince chrétien Ratislav ; toutefois, la colonisation germanique des territoires peuplés de populations slaves (« Wendes ») à l'est s'est arrêtée en bordure des fleuves Elbe et Saale (limes Sorabicus).
La mort de l'empereur Lothaire Ier en 855 a abouti aux nouveaux affrontements avec Charles le Chauve sur l'avenir du royaume de Francie médiane et la succession au trône impérial. Le traité de Meerssen conclu en 870 a prévu la division de la Lotharingie (Lotharii regnum), le royaume de Lothaire II décédé, entre ses deux oncles Charles et Louis. Cela attribua la ville d'Aix-la-Chapelle ainsi que la Hollande et l'Alsace à la Francie orientale ; Charles le Chauve a acquis les royaumes d'Italie et de Bourgogne en 875 et est sacré empereur par le pape Jean VIII à Rome. L'année suivante, Louis le Germanique mourut dans le conflit concernant la couronne.
Les fils de Louis, Louis le Jeune, Carloman de Bavière et Charles III le Gros assurent la succession. En 880, par le traité de Ribemont, toute la Lotharingie échoit à la Francie orientale ; la frontière entre la Germanie et la France a été maintenue jusqu’à la politique des Réunions menée par Louis XIV au XVIIe siècle. Après la mort de ses deux frères, Charles le Gros régna seul à partir de 882 et, après le décès de ses cousins Louis III (mort en 882) et Carloman II (mort en 884), rois des Francs, sut restaurer l'unité de l'Empire carolingien pour une courte durée. L'exercice du pouvoir était déplacé à l'est, tandis que l'ouest a continué à être affecté par les incursions normandes. Néanmoins, l'inaction de l'empereur entama son prestige de sorte que son neveu Arnulf de Carinthie, fils illégitime de Carloman de Bavière, a réussi à le renverser peu avant sa mort en 888.
À travers l'Empire, l'autorité de la dynastie carolingienne était endommagées de manière durable. Dans la Francie occidentale, le comte Eudes de Paris fut élevé au titre de roi avec l'aide des Normands ; lui même tout comme son adversaire Charles III le Simple cherchaient à légitimer leur règne auprès d'Arnulf qui fut couronné empereur en 896. Après sa mort en 899, son fils Louis IV, âgé de sept ans, est nommé roi de Francie orientale. C'était l'archevêque Hatton de Mayence qui exerçait le pouvoir, alors que les domaines du royaume ont été dévastés par les attaques des Magyars sous la conduite du grand-prince Árpád. Louis IV, le dernier souverain carolingien de la Francie orientale, mourut en 911, à 18 ans seulement.

### L'élection deConradIeret l'affirmation des duchés
En 911, les nobles de Saxe, de Franconie, de Bavière et de Souabe ne suivent plus la tradition d'élire un roi issu de la dynastie carolingienne pour les gouverner et, le 10 novembre 911, ils élisent l'un des leurs comme nouveau roi. Comme Conrad Ier était duc de Franconie, il eut beaucoup de mal à établir son autorité sur eux. Le duc Henri de Saxe est resté en rébellion contre Conrad Ier jusqu'en 915 et la lutte contre Arnulf, duc de Bavière, a coûté la vie à Conrad Ier. Sur son lit de mort, Conrad Ier choisit Henri de Saxe comme le successeur le plus capable. Cette royauté passe des Francs aux Saxons, qui avaient beaucoup souffert des conquêtes de Charlemagne. 

### HenriIer
Henri, qui a été élu à la royauté par les seuls Saxons et Francs à Fritzlar, a dû soumettre les autres ducs et s'est concentré sur la création d'un appareil d'État qui a été pleinement utilisé par son fils et successeur Otton Ier À sa mort, en juillet 936, Henri a empêché l'effondrement du pouvoir royal, comme cela s'est produit en Francie occidentale, et a laissé un royaume beaucoup plus fort à son successeur Otton Ier.

### OttonIer
Otton Ier est couronné empereur à Rome en 962 ce qui sonne les débuts de l'ère du Saint Empire romain germanique. 

## La royauté
Les regalia de l'empire carolingien avaient été partagés par Louis le Pieux sur son lit de mort entre ses deux fils fidèles, Charles le Chauve et Lothaire. Louis le Germanique, alors en rébellion, ne reçut rien des joyaux de la couronne ou des livres liturgiques associés à la royauté carolingienne. Ainsi, les symboles et les rituels de la royauté franque orientale furent créés de toutes pièces.
Très tôt, le royaume de Francie orientale a eu une notion plus formelle de l'élection royale que la Francie occidentale. Vers 900, une liturgie (ordo) pour le couronnement d'un roi, appelée l'ordo allemand primitif, a été rédigée pour une audience privée. Elle demandait au coronateur de demander au "prince désigné" (princeps designatus) s'il était prêt à défendre l'Église et le peuple, puis de se retourner et de demander au peuple s'il était prêt à être soumis au prince et à obéir à ses lois. Ce dernier s'écrie alors : "Fiat, fiat !" (Que cela soit fait !), un acte qui sera connu plus tard sous le nom de " Reconnaissance ". Il s'agit du plus ancien ordo de couronnement connu comportant une Reconnaissance, et il a ensuite été intégré dans l'influent Pontificale Romano-Germanicum.
En juin 888, le roi Arnulf de Carinthie a convoqué un concile à Mayence. Y assistaient les trois archevêques du royaume franc oriental : Willibert de Cologne, Liutbert de Mayence et Ratbod de Trèves - et les archevêques francs occidentaux de Reims (Foulques) et de Rouen (Jean), ainsi que les évêques de Beauvais et de Noyon. Selon Walter Ullmann, la présence des Francs occidentaux était due à la "pensée ecclésiastique stérile" de l'Orient, et le concile adopta les idées des Francs occidentaux sur la sacralité royale et l'onction. C'était "la première phase du processus d'assimilation des deux moitiés de l'héritage carolingien" . Lors d'un autre concile ecclésiastique à Tribur en 895, les prélats déclarent qu'Arnulf a été choisi par Dieu et non par les hommes et Arnulf jure à son tour de défendre l'église et ses privilèges contre tous ses ennemis. À la mort d'Arnulf en 899, son fils mineur, Louis IV, est couronné, mais pas oint, et placé sous la tutelle de l'archevêque Hatto Ier de Mayence. Le couronnement de Louis est le premier de l'histoire allemande. Lorsque Louis meurt fin septembre 911, le duc Conrad Ier, alors duc de Franconie, est élu pour le remplacer le 10 novembre et devient le premier roi allemand à recevoir l'onction.

## Toponymie
Le mot Francie ne fut utilisé pour désigner le royaume des Francs orientaux que tant que le trône fut occupé par des Carolingiens mais cet emploi du terme cohabite avec une acception plus restrictive correspondant aux zones peuplées ou colonisées par des Francs : ainsi, les actes de Charles III et d’Arnulf de Carinthie appellent Francie la seule partie alémanique du royaume oriental ou bien l’ensemble de cette dernière quand l’unité est refaite. Le royaume des Francs de l'Est est appelé Francie dans les Annales de Fulda, dans la continuation du Breviarum Erchanberti composée à l’abbaye de Reichenau, dans les Annales de Xanten.
Au IXe siècle, dans le royaume de l'Est, Francia peut donc désigner soit l’ensemble du royaume, soit une partie de celui-ci, auquel cas le terme renvoie à la Francie du Main ou Franconie (« Mainfranken ») et la Francie du Rhin ou Lotharingie (« Rheinfranken »), par opposition aux territoires des peuples germaniques soumis par les Francs : Alemania, Baioaria, Frisia, Saxonia.
En effet, le terme de Francie orientale est antérieur au royaume confié à Louis le Germanique : en 805, les Annales de Metz parlent des orientales Franci, comme les Annales royales, les Annales dites d'Éginhard, ce dernier dans sa Vita Karoli. Le terme de Francie orientale désigne avant 843, les zones peuplées de Francs ethniques à savoir la Francie du Main ou Franconie (« Mainfranken ») et la Francie du Rhin ou Lotharingie (« Rheinfranken »). Vers 840, la Passio Kiliani situe Wurzbourg dans le territoire des australes Franci.
Charles III sera le dernier roi de l’Est à désigner son royaume sous le nom d’orientalis Francia et les souverains de la dynastie saxonne abandonnent toute référence à la Francie pour désigner leur royaume[Information douteuse]. Ils n'emploient que très rarement le titre de roi des Francs contrairement à leurs homologues de l'Ouest, par exemple lors du traité de Bonn de 921 qui cite les rex occidentalium Francorum (roi des Francs occidentaux) et rex orientalium Francorum (roi des Francs orientaux). Otton de Freising affirme que la Francia Orientalis ou Francie orientale s'appelle désormais Teutonicum regnum, qui sera traduit en français par royaume de Germanie, et il lie le changement de terminologie avec l’arrivée au pouvoir de la dynastie saxonne,.
Le terme, parfois employé au fil des actes, ne désigne alors plus que la Francie du Main, ce que, dès le milieu du XIe siècle peut-être et sûrement dès le premier quart du XIIe siècle, on commence à appeler Franconie. On retrouve la même spécialisation du terme Francie dans des sources historiographiques comme la vie d’Henri II par Adalbert, les Gesta des archevêques de Magdebourg, la biographie d’Otton de Bamberg par Herbord. D'ailleurs, l'opposition entre Francia occidentalis et Francia orientalis ne sert plus qu’à opposer Francie du Main (Franconie) et Francie du Rhin (Lotharingie) dans un diplôme d’Otton Ier, le mot Franc conservant en Germanie une acception essentiellement ethnique par analogie avec le nom d'autres peuples germaniques. De fait, dans le royaume de l'Ouest qui recouvre le territoire originel du royaume des Francs, dès le VIIe siècle, le terme « Franc » a perdu toute connotation ethnique, dans les sources. Cette perte s'expliquerait par des mariages mixtes entre Gallo-romains et Francs et par l'enrôlement dans l'armée de non-Germains. Seul le royaume de l'Ouest conservera le nom de Francia ou France.
La non-utilisation du mot Francie pour désigner le royaume de l'Est s'explique par la distinction faite entre Franc au sens ethnique du terme à l'est et Franc au sens politique du terme à l'ouest : Liutprand de Crémone oppose ainsi les Franci Teutonici de la Francie orientale à la Francie occidentale, Francia quam Romanam dicunt, expression qui a son pendant au XIe siècle dans la Latina Francia de Wipo et de Brunon de Merseburg.
De même, au Xe et au XIe siècle l'idée que les Francs de l'Est germaniques doivent être distingués des Francs de l'Ouest ou Français apparaît dans l'espace germanique chez Lampert de Hersfeld qui évoque la Francia Theutonica et Ekkehard d’Aura qui distingue nettement les Franci ou Francs des Francigenæ ou Français,,. Des clercs du XIIe siècle prirent soin de distinguer Francs de Français : ainsi, pour Geoffroi de Viterbe, la vera Francia est la région d’entre Meuse et Main. Et Guillaume de Malmesbury note que les habitants de la Lotharingie, ceux de l’Alémanie et « autres peuples transrhénans » veulent se faire appeler Franci ou Francs pour être distingués des Galli ou Français.

## Composition

Le Saint-Empire romain vers l'an mil, les « duchés ethniques » en vert.

La Francie orientale était divisée en quatre duchés :
- le duché de Souabe
- le duché de Franconie
- le duché de Saxe
- la duché de Bavière.

À ces territoires s'ajoutaient les parties orientales de la Lotharingie, réunies après la mort de Lothaire II en 869.
Ces séparations territoriales persistèrent dans le Saint-Empire romain germanique jusqu'en 1268, ce qui correspond au terme de la dynastie Hohenstaufen.

## Église
Les trois services de base que les monastères pouvaient rendre au souverain dans les royaumes francs étaient le service militaire, un don annuel d'argent ou de travail, et des prières pour la famille royale et le royaume. D'après la Notitia de servitio monasteriorum, une liste des monastères et des services qu'ils devaient, établie vers 817, la charge du service militaire et monétaire était plus lourde en Francie occidentale qu'en Francie orientale. Seuls quatre monastères répertoriés comme étant "au-delà du Rhin" (ultra Rhenum) devaient ces services : Lorsch, Schuttern, Mondsee et Tegernsee.